# Séraphin Ier d'Antioche
Pour les articles homonymes, voir Séraphin.
Séraphin ou Séraphim Ier (s.d.) fut patriarche orthodoxe d'Antioche et de tout l'Orient de 1813 à 1823.